# Heinrich Petersen-Angeln
Heinrich Petersen-Angeln (né le 4 avril 1850 à Westerholz, mort le 23 avril 1906 à Düsseldorf) est un peintre prussien.

## Biographie
Heinrich Wilhelm Petersen, de son vrai nom, est le fils d'un agriculteur et aubergiste. En 1883, lorsqu'il vient à Düsseldorf, il rajoute le nom d'Angeln, le nom de la presqu'île de son village natal, pour se différencier d'un homonyme qui prendra le nom de Heinrich Petersen-Flensburg (de). Après un premier apprentissage et son enrôlement dans la guerre franco-allemande de 1870, il s'inscrit à l'académie des arts de Berlin, où il a comme professeur Karl Gussow. Entre 1879 et 1883, il étudie à l'académie des beaux-arts de Düsseldorf avec comme professeur Eugen Dücker.
Petersen-Angeln se fait connaître comme peintre marin. Il représente les paysages de la mer Baltique et de la mer du Nord, notamment les ports de Flessingue et de Harlingen. En 1882, il appartient à la colonie d'artistes (de) d'Egernsund Sogn (de), où il rend d'autres peintres allemands et étrangers. Il fait des voyages en Belgique, en France, en Italie et en Norvège.
Jusque dans les années 1890, le peintre connaît un certain succès, notamment auprès d'un public conservateur.

## Source de la traduction
- (de) Cet article est partiellement ou en totalité issu de l’article de Wikipédia en allemand intitulé « Heinrich Petersen-Angeln » (voir la liste des auteurs).